# Рекале
Рекале (італ. Recale) — муніципалітет в Італії, у регіоні Кампанія,  провінція Казерта.
Рекале розташоване на відстані близько 180 км на південний схід від Рима, 25 км на північ від Неаполя, 4 км на південний захід від Казерти.
Населення — 7718 осіб (2014).
Щорічний фестиваль відбувається 11 травня. Покровитель — S.Antimo Martire.

## Демографія
Населення за роками:

Станом на 1 січня 2023 року в муніципалітеті офіційно проживало 250 іноземців з 27 країн, серед них 34 громадяни країн Євросоюзу та 73 громадяни України.

## Сусідні муніципалітети
- Каподризе
- Казаджове
- Казапулла
- Казерта
- Мачерата-Кампанія
- Портіко-ді-Казерта
- Сан-Нікола-ла-Страда